# Étangs et marais du bassin de la Somme
Étangs et marais du bassin de la Somme este o arie protejată (arie de protecție specială avifaunistică — SPA) din Franța întinsă pe o suprafață de 5.243 ha, integral pe uscat.

## Localizare
Centrul sitului Étangs et marais du bassin de la Somme este situat la coordonatele 49°56′39″N 2°46′08″E / 49.94417°N 2.76889°E.

## Înființare
Situl Étangs et marais du bassin de la Somme a fost declarat arie de protecție specială avifaunistică în baza directivei 79/409 din 1979 referitoare la conservarea păsărilor sălbatice pentru a proteja 10 specii de animale.

## Biodiversitate
Situată în ecoregiunea atlantică, aria protejată nu include niciun habitat protejat.
La baza desemnării sitului se află mai multe specii protejate de  păsări (10): pescăruș albastru (Alcedo atthis), erete de stuf (Circus aeruginosus), erete vânăt (Circus cyaneus), egretă mică (Egretta garzetta), stârc pitic (Ixobrychus minutus), gușă albastră (Luscinia svecica), stârc de noapte (Nycticorax nycticorax), viespar (Pernis apivorus), cresteț pestriț (Porzana porzana), chiră de baltă (Sterna hirundo).
Pe lângă speciile protejate, pe teritoriul sitului au mai fost identificate 1 specie de păsări.